# Fødsel
En fødsel angiver den begivenhed, der markerer den fysiologiske afslutning på et fosters udvikling, hvor fostret forlader sin mors krop. Denne proces er enestående for pattedyr.
Ordet kommer af gl.dansk: føz(æ)l, der kan oversættes med ernæring eller underhold, og det nordiske føde, der betyder bringe til verden.

## Andre betydninger
- Kosmologisk: Tilblivelsen af et himmellegeme, f.eks. en sol, en stjerne eller et sort hul, når tilstrækkeligt med stof af rette type har kondenseret sig.

- Eksistentielt: Tilstanden (oplevelsen af) at begynde at eksistere; overgangen mellem beskyttet og ubeskyttet eksistens. Opvågnen.